# Vlag van Meliskerke

Vlag van Meliskerke
(1962-1966)

De vlag van Meliskerke werd op 4 september 1962 per raadsbesluit vastgesteld als officiële gemeentelijke vlag van de Zeeuwse gemeente Meliskerke. De beschrijving luidt: 
Gekeperd in de zin van de vlag in zwart en wit met langs de broek twee gele zespuntige sterren.
De vlag is afgeleid van het gemeentewapen.
In 1966 ging Meliskerke op in de gemeente Mariekerke, waardoor de vlag als gemeentevlag kwam te vervallen. Sinds 1997 valt het gebied onder de gemeente Veere.
De vlag van Mariekerke heeft de basiskleuren en de keper uit de vlag van Meliskerke gekregen.

## Verwante afbeeldingen

Het wapen van Meliskerke
De vlag van Mariekerke

Aardenburg 
· Arnemuiden 
· Axel 
· Baarland 
· Biervliet 
· Biggekerke 
· Borssele 
· Breskens 
· Brouwershaven 
· Bruinisse 
· Burgh 
· Domburg 
· Dreischor 
· Driewegen 
· Duiveland 
· Ellewoutsdijk 
· 's-Gravenpolder 
· Groede 
· Haamstede 
· 's-Heer Abtskerke 
· 's-Heer Arendskerke 
· Hoedekenskerke 
· Hontenisse 
· IJzendijke 
· Kloetinge 
· Kortgene 
· Koudekerke 
· Krabbendijke 
· Kruiningen 
· Mariekerke 
· Meliskerke 
· Middenschouwen 
· Nieuw- en Sint Joosland 
· Nisse 
· Noordgouwe 
· Oostburg 
· Oostkapelle 
· Oud-Vossemeer 
· Oudelande 
· Ovezande 
· Poortvliet 
· Retranchement 
· Rilland-Bath 
· Ritthem 
· Sas van Gent 
· Scherpenisse 
· Schoondijke 
· Sint-Annaland 
· Sint Jansteen 
· Sint-Maartensdijk 
· Sint Philipsland 
· Sluis 
· Sluis-Aardenburg 
· Stavenisse 
· Valkenisse 
· Vogelwaarde 
· Waarde 
· Waterlandkerkje 
· Wemeldinge 
· Westdorpe 
· Westerschouwen 
· Westkapelle 
· Wissenkerke 
· Wolphaartsdijk 
· Zaamslag 
· Zierikzee 
· Zuiddorpe 
· Zuidzande